# Enduro

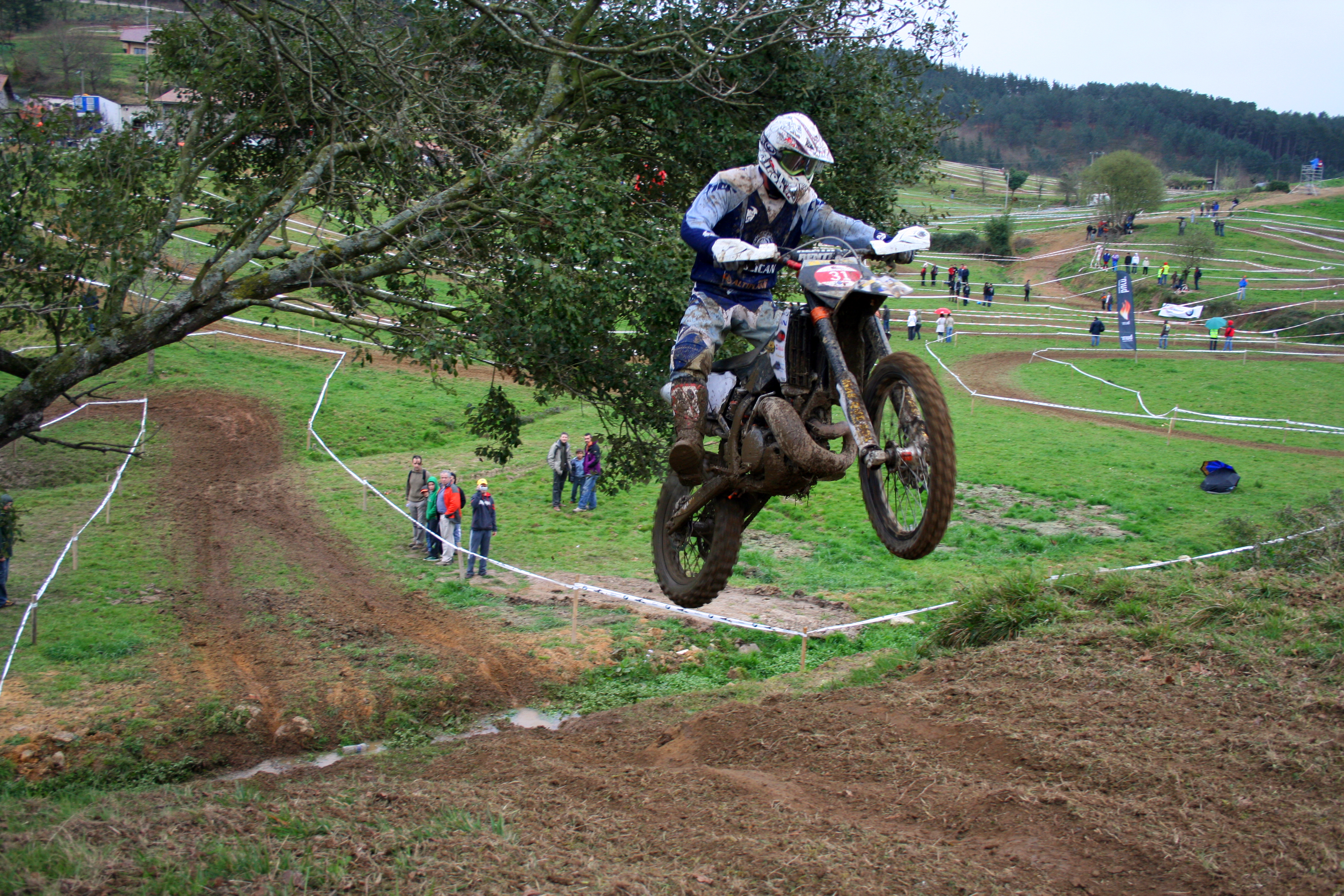
Endurorijder

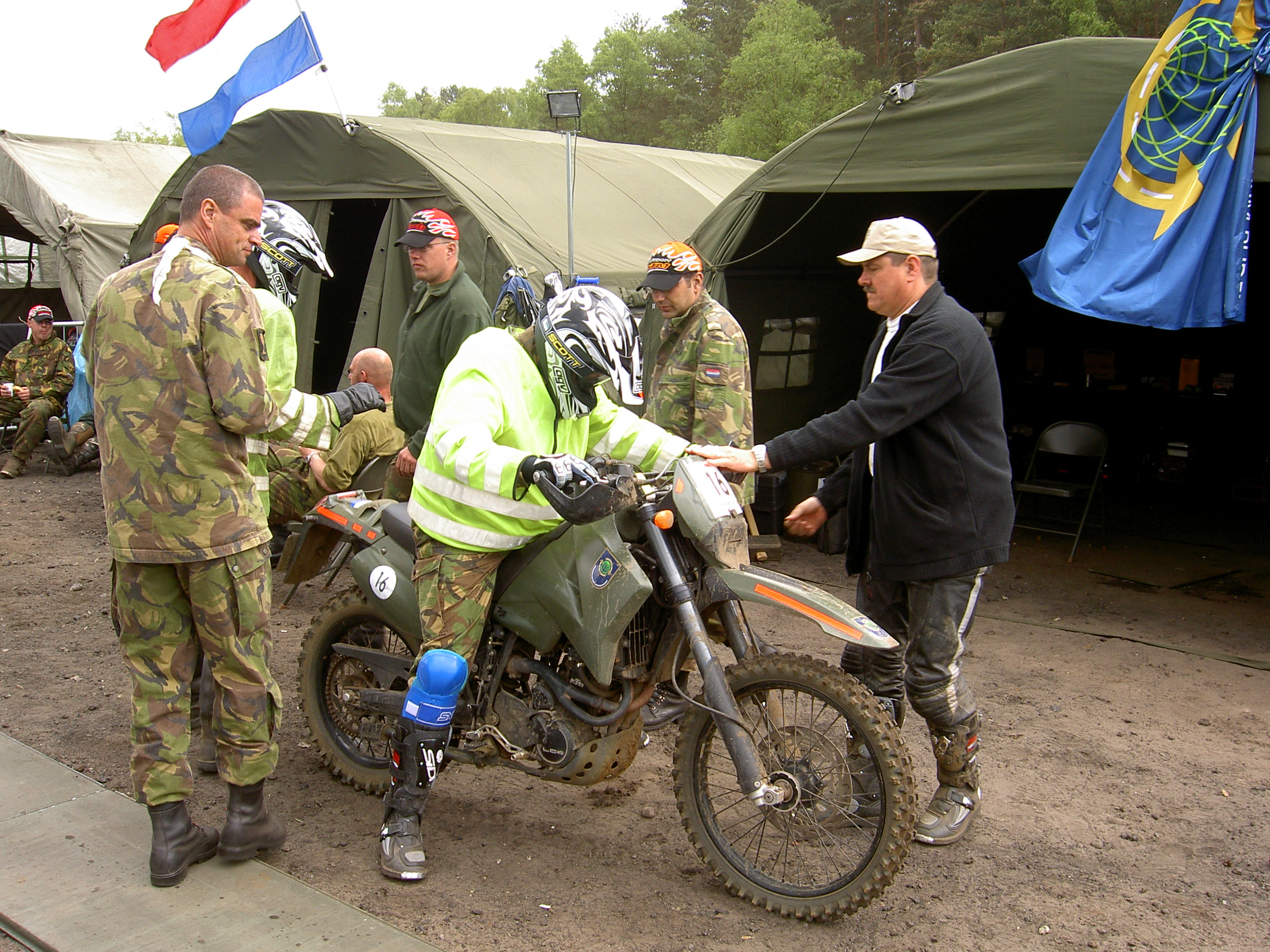
Pitstop van een Nederlands team tijdens de militaire enduro "Enduring Help" in Engeland (2005). Deze 24-uurswedstrijd wordt voor een goed doel verreden

Enduro is een tak van de motorsport die zich in het terrein afspeelt. Het is ontstaan uit de speedtrial. Een internationale enduro duurt meestal enkele (2 of 6) dagen.
Enduro is een vorm van langeafstandsmotorcross (vroeger betrouwbaarheidsritten genoemd) waarbij men ook stukken over de openbare weg moet afleggen, en vandaar de noodzaak van verlichting en het kenteken. Er wordt niet over een afgesloten circuit gereden, maar over een bepijlde route waarvan de lengte afhankelijk is per organisatie. Een endurowedstrijd in Nederland beslaat één dag en het seizoen eindigt met een tweedaagse Kampioenswedstrijd. De route bestaat uit trajecten die over de openbare weg voeren, en waar men zich dus aan de geldende verkeersregels moet houden, afgewisseld met zogenaamde proeven, waar men als een echte motorcrosser op een afgesloten stuk baan een oefening zo snel mogelijk moet afleggen.
Eventuele technische mankementen moeten door de rijder zelf worden verholpen. Lukt dit niet, dan ligt hij uit de race. Bij vervanging van onderdelen is hulp van buitenaf niet toegestaan.
De wedstrijden om het Europese en Wereldkampioenschap bestaan uit meerdere dagen.
Een beroemde wedstrijd is de internationale zesdaagse (International Six Days Enduro) die al heel lang jaarlijks door een ander land wordt georganiseerd. Behalve snelheid zijn vooral betrouwbaarheid van de motor en uithoudingsvermogen van de coureur belangrijk.

## Termen uit de enduro
- Achter de klok tanken
- Bijrijder
- Burn a check
- In je minuut klokken
- In je minuut rijden
- Heuptasje
- Proef lopen
- Stockrijder
- Strak zetten